# Knuckles (TV-serie)
Knuckles är en amerikansk animerad komediserie som hade premiär under 2024. Serien vars första säsong består av sex avsnitt är en spinoff på Sonic the Hedgehog 2.
Serien hade premiär på Paramount+ i Nordamerika den 26 april 2024.

## Handling
Serien kretsar kring myrpiggsvinet Knuckles the Echidna och utspelar sig kronologiskt mellan filmerna Sonic the Hedgehog 2 och Sonic the Hedgehog 3, och hur han lär Wade Whipple slåss.

## Rollista (i urval)
- Idris Elba – Knuckles the Echidna
- Adam Pally – Wade Whipple
- Cary Elwes –  Pete Whipple
- Edi Patterson
- Julian Barratt
- Scott Mescudi
- Ellie Taylor
- Rory McCann
- Tika Sumpter – Maddie Wachowski
- Stockard Channing
- Christopher Lloyd